# دوغ فيني
دوغ فيني (بالإنجليزية: Doug Viney) (مواليد 20 نوفمبر 1976) هو ملاكم نيوزيلندي، مثّل بلاده في الألعاب الأولمبية الصيفية 2004.

## روابط خارجية
- دوغ فيني على موقع IMDb (الإنجليزية)

دوغ فيني على موقع بوكس ريك (الإنجليزية) (registration required)
- دوغ فيني على موقع شيردوغ (الإنجليزية)
- دوغ فيني على موقع أوليمبيديا (الإنجليزية)